# Kin
„Kin“ е студиен албум на американския джаз китарист Пат Матини, който разширява групата от 2012 г., известна като т.нар. „Юнити Бенд“. Новият състав е запълнен от мулти-инструменталиста Джулио Кармаси, заедно със солиста саксофонист Крис Потър. „Kin“ e издаден през февруари 2014 г. от Нонсъч Рекърдс. Записан е през юни 2013 г. в „Ем Ес Ар Студиос“ в Ню Йорк.

## Начало
Матини веднъж казва, че идеята за създаването на Kin e концепцията за квартета, довела до Юнити Бенд, да еволюира, като се добави още оркестрация към инструменталната същност на бенда, като по този начин албумът е „по-скоро версията с Текникалър, Аймакс, която един бенд може да въплъти – но със здравината на музиката, заемаща централната част на всичко“. Албумът отново изследва концепциите за световен мироглед, единство и глобалното село, които преди това са изследвани в албуми на Пат Матини Груп като Letter from Home и We Live Here.

## Разглеждане
Авторът на рецензии Том Джурек от allmusic.com назначава четири звезди на албума. Критикът от JazzTimes Джефри Хаймс, в неговото ревю на албума, заявява:
| „ | ... Писането на мелодии е една от най-подценяваните умения в днешния джаз, вероятно защото е и най-рядкото. Хиляди джаз музиканти се радват, че пишат в седем четвърти и девет четвърти, и че правят преходи в солото си от тонално до атонално и обратно. Но колко от тях могат да напишат балада, която може да бъде изтананикана на романтичния си партньор? | “ |

## Списък на песните
Цялата музика е написана от Пат Матини.
| №  | Име                | Време |
| -- | ------------------ | ----- |
| 1. | On Day One         | 15:16 |
| 2. | Rise Up            | 11:57 |
| 3. | Adagia             | 2:14  |
| 4. | Sign of the Season | 10:14 |
| 5. | KIN (←→)           | 11:06 |
| 6. | Born               | 7:51  |
| 7. | Genealogy          | 0:38  |
| 8. | We Go On           | 5:33  |
| 9. | Kqu                | 5:27  |

## Състав
- Пат Матини – електрическа и акустична китара, китарен синтезатор, електроника, оркестрионика, синтезатори
- Крис Потър – тенор саксофон, бас кларинет, сопрано саксофон, кларинет, алто флейта, бас флейта
- Джулио Кармаси – пиано, тромпет, тромбон, валдхорна, виолончело, вибрафон, кларинет, флейта, блокфлейта, алто саксофон, вурлицер, свирка, вокали
- Бен Уилямс – акустичен бас, електрически бас
- Антонио Санчес – барабани и кахон.